# William Brooks (cầu thủ bóng đá)
William Henry Brooks (sinh tháng 7 năm 1873 - không rõ) là một cầu thủ bóng đá người Anh. Ông thường thi đấu ở vị trí ở vị trí tiền đạo. Ông sinh ra ở Stalybridge, Greater Manchester, thi đấu cho Manchester United và Stalybridge Rovers.